# Skærmsølvblad
Skærmsølvblad (Elaeagnus umbellata), også skrevet Skærm-Sølvblad, er en løvfældende busk med bred, opstigende vækstform og røde frugter.

## Kendetegn
Barken er først gulbrun til sølvskinnende med mange, brune skæl. Senere bliver den mere glat og grå. Til sidst kan den sprække op og blive furet. grenene kan være tornede. Knopperne er spredte, dækket af brune skæl med sølvskinnende hår. Bladene er ovale med hel, bølget rand. Oversiden er sølvgrå med enkelte, sølvgrå hår, mens undersiden er helt dækket af sølvskinnende hår. Høstfarven er gul.
Blomsterne kommer i det tidlige forår og sidder 3-4 sammen i små stande ved bladhjørnerne ud langs hele skuddet. De enkelte blomster er gule og dufter sødt. Frugterne modner i september-oktober og er nogle orangerøde, sure, men velsmagende, uægte bær. Frøene modner godt og spirer villigt i Danmark.
Skærmsølvblad er ikke sart mht. jordtype og tolererer delvis skygge. Rodnettet består af højtliggende, tykke hovedrødder med ganske få siderødder. Sølvblad har samliv med en art strålesvamp (Frankenia sp.), hvilket sætter den i stand til at udnytte luftens kvælstof. Blomsterne søges meget af bier, og fugle såvel som mennesker holder meget af bærrene.
Højde x bredde og årlig tilvækst: 4 x 6 m (20 x 30 cm/år). I varmere klimazoner kan planten vokse sig endnu større.
|                                                                  |
| - Blade - Moden frugt - Bladets underside - Forstørrelse af blad |

## Hjemsted
Bølgetbladet Sølvblad gror i krat og skove i Østasien, bl.a. i klitter langs Japans kyst og på tørre, magre bjergskrænter i Korea og Manchuriet.

## Dyrkning
Plantes i tidlig til midt på vinteren (planten begynder at vokse allerede i senvinteren). Kan formeres gennem frø, som kræver tre måneders stratificering (nedkøling, for at simulere vinter), eller stikling af grene. Kræver meget lidt vedligeholdelse.
Sølvblad (Elaeagnus ssp.) kan ikke lide vådbund, men er ellers ikke sart mht. jordtype.

## Anvendelse
Frugterne kan spises rå, kogt, tørret eller på anden måde forarbejdet. De plukkes når de er mørkerøde, også selvom de stadig er skarpe i smagen – det ændrer sig ved kogning eller tørring. For lettere høst kan en presenning lægges under træet og håndplukke frugterne ved at lade dem falde ned som man går frem. Frugterne kan bruges til syltetøj, ved at koge bærrene 5-10 min. i tilstrækkeligt med vand til at dække dem, derefter mose bærrene og så koge op igen med sukker (1 kg til 1 kg bær).
Det symbiotiske forhold til bakterien Frankenia ssp. gør skærmsølvblad til et særdeles effektivt ammetræ, dvs. til at fiksere kvælstof og fordele det ud i haver med mange gødningskrævende planter som fx frugttræer. Fordelingen sker både gennem spredningen af kvælstofholdige blade, fra rødder og fra mykorrhizale svampenet, der lever symbiotisk i forlængelse af dens rødder og transporterer næringen videre til planter, der har brug for den.
Skærmsølvblads forholdsvis brede størrelse, usarte væsen og tolerance overfor skygge gør den velegnet til læhegn.